# K-154 Tigr
El K-154 Tigr es un submarino de la clase Akula de la Armada rusa.

## Diseño
El Proyecto 971 tiene un diseño de doble casco. El cuerpo robusto está fabricado en acero aleado de alta calidad con σт = 1 GPa (10.000 kgf/cm²). Para simplificar la instalación del equipo, el barco se diseñó utilizando bloques zonales, lo que hizo posible transferir una cantidad significativa de trabajo desde las condiciones de hacinamiento de los compartimentos del submarino directamente al taller. Una vez finalizada la instalación, la unidad zonal se "enrolla" en el casco del barco y se conecta a los cables y tuberías principales de los sistemas del barco. Se utiliza un sistema de amortiguación de dos etapas: todos los mecanismos se colocan sobre cimientos amortiguados, además, cada unidad de zona está aislada del cuerpo por amortiguadores neumáticos de cuerda de goma. Además de reducir el nivel general de ruido de los submarinos nucleares, dicho esquema puede reducir el impacto de las explosiones submarinas en el equipo y la tripulación. El barco tiene una unidad de cola vertical desarrollada con una bola aerodinámica, en la que se encuentra la antena remolcada. También en el submarino hay dos propulsores reclinables y timones horizontales de proa retráctiles con flaps. Una característica del proyecto es la conexión acoplada sin problemas de la unidad de cola al casco. Esto se hace para reducir los remolinos hidrodinámicos que generan ruido.
El suministro de energía se lleva a cabo mediante una central nuclear. El barco líder, K-284 Akula, estaba equipado con un reactor nuclear refrigerado por agua a presión OK-650M.01. En pedidos posteriores, la AEU tiene mejoras menores. Algunas fuentes informan que los barcos posteriores están equipados con reactores OK-9VM. La potencia térmica del reactor es de 190 MW, la potencia del eje es de 50.000 litros. con. Dos motores eléctricos auxiliares en las columnas exteriores articuladas tienen una capacidad de 410 hp. con un generador diésel ASDG-1000.

## Construcción
El submarino fue depositado el 10 de septiembre de 1989 en Sevmash, Severodvinsk. Botado el 26 de junio de 1993 y encargado el 29 de diciembre de 1993. El 27 de julio de 1991, pasó a llamarse Tigr.

## Historial operativo
En 1995 completó las tareas del servicio de combate con la tripulación del plak Wolf bajo el mando del Cap. 2.º rango Alexey Vitalyevich Burilichev.
De 1998 a 2002, en FSUE PO Sevmashpredpriyatie, se llevó a cabo una reparación de emergencia y recuperación de una unidad de turbina de vapor. La tripulación está subordinada temporalmente a la base naval 339 obrempl Be.
El 1 de junio de 2002, regresó al piloto 12 del submarino 24 de la Flota del Norte con la base anterior.
En 2003, completó las tareas del servicio de combate.
En 2006, completó las tareas del servicio de combate.
A partir del 14 de agosto de 2020, el barco está siendo reparado y modernizado para el sistema de misiles Kalibr en la planta de Nerpa hasta 2023.
El 11 de enero de 2021, según TASS, citando fuentes en el complejo militar-industrial , está previsto que los trabajos de reparación y restauración de la preparación técnica del submarino nuclear Tigr se completen en 2022.